# Il diabolico complotto del dottor Fu Manchu
Il diabolico complotto del dottor Fu Manchu (The Fiendish Plot of Dr. Fu Manchu) è un film del 1980 diretto da Piers Haggard.
La pellicola è una parodia incentrata sul personaggio di Fu Manchu, il perfido genio del male nato nei romanzi di Sax Rohmer,  interpretato da Peter Sellers al suo ultimo film.

## Trama
Londra, 1933. Fu Manchu è al suo 168º compleanno, età che riesce a raggiungere grazie ad un magico elisir di lunga vita che egli stesso produce nel laboratorio del proprio palazzo sull'Himalaya. Questo elisir, in seguito alla distrazione di un maldestro collaboratore, viene completamente perduto. Perciò egli tenta di impossessarsi degli ingredienti necessari per creare la pozione: per fare questo deve impossessarsi della mummia Almal Thal Mal, custodita al British Museum di Londra e di due diamanti (la Stella di Leningrado, custodita a Mosca, e il Giorgio V, custodito a Londra).
Informata dell'accaduto, Scotland Yard, ricorre allo storico nemico di Fu Manchu, Natale Smith, un ex investigatore in pensione che ora vive immerso nella campagna inglese. Dopo aver discusso dell'accaduto con l'esperto Smith, egli ritiene che il vero scopo di Fu Manchu sia quello di rubare il tesoro della corona d'Inghilterra, ricattando le loro maestà con il sequestro della Regina Mary.
Dopo aver discusso con Sir Beccodoro, responsabile della Torre di Londra, si decide di preparare una trappola: viene trovato un sosia della regina tra le poliziotte che verrà quindi rapita da Fu Manchu. Alice Scabbia si innamorerà però dell'anziano criminale e tradirà la causa di Scotland Yard. Dopo aver corrotto anche Sir Beccodoro, amante viscerale della cucina cinese, i malviventi riescono a sottrarre il tesoro della corona d'Inghilterra.
A questo punto i protagonisti partono con Natale Smith per trattare con Fu Manchu a bordo del suo cottage (munito di una grande mongolfiera in grado di far viaggiare la casa intera). Giunti sull'Himalaya, Fu Manchu scopre che Natale Smith ha sostituito il diamante Giorgio V con una copia, facendo risultare impura la pozione magica del dottore cinese. È Smith ora a ricattare Fu Manchu: egli darà il vero diamante solo se il diabolico Fu restituirà i gioielli della corona d'Inghilterra. Messo alle strette il criminale cede e restituisce i gioielli, preparando infine col diamante ottenuto un nuovo filtro di lunga vita che terrà in parte per sé e in parte lo regalerà a Natale Smith, cosicché possano continuare la loro lotta, ancora per molti anni.

## Produzione
Sellers aveva già registrato nel 1955 uno sketch in The Goon Show dal titolo The Terrible Revenge of Fred Fu-Manchu, ambientato nel 1895. Oltre a Sellers, il film presenta Sid Caesar come l'agente Joe Capone dell'FBI, David Tomlinson come il commissario di Scotland Yard sir Roger Avery, Simon Williams come il suo sbadato nipote e Helen Mirren come la poliziotta Alice Rage (la sua performance è coronata dal pezzo cantato Daddy Wouldn't Buy Me a Bow Wow).
Burt Kwouk, a lungo co-protagonista con Sellers della serie La Pantera Rosa, fa un cammeo come suddito di Fu Manchu, il quale accidentalmente distrugge il suo elisir di lunga vita, dando il via a tutta la trama del film. John Le Mesurier ha una piccola parte nel film come maggiordomo di Natale Smith. A differenza delle altre opere dove compare il personaggio di Fu Manchu, nel film non sono presenti né la figlia del criminale cinese né il dottor Petrie, amico di Natale Smith.
La lavorazione fu molto faticosa. Ben due registi (Richard Quine e John Advilsen) vennero licenziati ancor prima che la sceneggiatura fosse completata. Nonostante l'aggravarsi del suo stato di salute, Sellers volle praticamente mettere bocca su tutto, regia compresa, costringendo il regista Piers Haggard a licenziarsi due settimane prima della fine della lavorazione. Questo perché il regista aveva riscritto la sceneggiatura che a sua volta era stata riscritta dal divo inglese, che per via del suo stato di salute non era assolutamente soddisfatto della sua recitazione, sulla base della prima stesura.

## Doppiaggio
Il doppiaggio italiano ha subito diverse modifiche, tra cui l'italianizzazione dei cognomi (Avery=Fagiano, Thudd=Beccodoro, Rage=Scabbia) o dei nomi come nel caso di "Naylan" diventato "Natale". Questo per creare qualche gioco di parola (es: "Buon Natale Smith"). Altri nomi sono completamente mutati rispetto all'originale come il servitore di Natale Smith che da Perkins passa a "Merlino".

## Accoglienza e critica
Il diabolico complotto del dottor Fu Manchu fu universalmente etichettato dalle critiche come un'opera pessima.
Phil Hardy descriveva il film come un'"atrocità britannica". La malattia di Peter Sellers e la sua spossatezza sono chiaramente visibili lungo tutto lo svolgersi del film e si riflettono sul suo personaggio di Natale Smith, facilmente comparabile con altri più brillanti detectives da lui interpretati come Clouseau. L'Orange Coast Magazine scrisse "L'ultimo urra! di Peter Seller è paragonabile al suo recente Oltre il giardino (Being There). Anche se sdoppiato... il detective ed il criminale di 168 anni fu Manchu mostrano pochi momenti di splendore.
Tom Shales del The Washington Post descrisse il film come "una commedia indifendibilmente inetta", aggiungendo che "è difficile trovare un altro bravo attore che abbia fatto così tanti film di bassa lega come Sellers, un commediante molto dotato ma ferocemente scaduto. "Manchu" ottiene così il suo giusto posto assieme ad altri personaggi malati presenti in Dimmi, dove ti fa male?, Il magnifico Bobo e Il prigioniero di Zenda".